# Polnisch-schweizerische Beziehungen
Die Polnisch-schweizerischen Beziehungen sind die außenpolitischen Beziehungen zwischen Polen und der Schweiz.
Die polnisch-schweizerischen Beziehungen reichen zurück bis in die frühe Neuzeit. Während der Reformation hielten die Schweizer Reformatoren engen Briefkontakt zum polnischen Königshof in Krakau und dem polnischen Adel. Tatsächlich schafften sie es, dass ein großer Teil des polnischen Adels zum calvinistischen Glauben konvertierte. Um die Mitte des 16. Jahrhunderts hatten die hauptsächlich reformierten Protestanten sogar die Mehrheit im polnisch-litauischen Sejm. Künstler und Architekten aus dem Tessin waren am polnischen Könighof, bei den Magnaten und den polnischen Städten gefragt. Zu den bekanntesten gehörten Giovanni Battista di Quadro und Giacomo Giuseppe Fontana. Seit der Aufteilung Polens im 18. Jahrhundert gingen viele polnische Emigranten in die Schweiz, unter anderem Tadeusz Kościuszko, Ignacy Jan Paderewski, Gabriel Narutowicz, Józef Piłsudski und Ignacy Mościcki. Władysław Plater gründete das Polenmuseum Rapperswil. 
Nach dem Ersten Weltkrieg unterhielt die Zweite Polnische Republik gute Beziehungen zur Schweiz. Bereits im März 1919 wurden die diplomatischen Beziehungen zwischen beiden Staaten aufgenommen. Während des Zweiten Weltkriegs flüchtete die Zweite Polnische Schützendivision aus Frankreich in die Schweiz. Etwa 13.000 polnische Soldaten wurden in der Schweiz interniert. Die diplomatischen Beziehungen wurden nach dem Zweiten Weltkrieg zwischen der Volksrepublik Polen und der Schweiz wieder aufgenommen. Wie andere Staaten entzog die Schweiz der Polnischen Exilregierung die Anerkennung.
Polen besitzt eine Botschaft in Bern. Die Schweiz hat eine Botschaft in Warschau.